# نبرد هزارتو
پرسی جکسون: نبرد هزارتو (به انگلیسی: The Battle of the Labyrinth) جلد چهارم مجموعه پرسی جکسون و خدایان یونان اثر ریک ریوردن است و در ۶ می ۲۰۰۸ توسط انتشارت میرماکس منتشر شده است.
داستان با این موضوع شروع میشود که لوک از طریق هزارتوی ددالوس قصد دارد به اردوگاه حمله کند.آنابت،پرسی،گروور و تایسون به مقصدی خطرناک برای جلوگیری از این اتفاق راهی میشوند یعنی به درون هـزارتوی ددالوس...